# Челета дел'Оло (Римини)
Челета дел'Оло је насеље у Италији у округу Римини, региону Емилија-Ромања.
Према процени из 2011. у насељу је живело 68 становника. Насеље се налази на надморској висини од 50 м.